# Тань Сытун
Тань Сыту́н (кит. трад. 谭嗣同, пиньинь Tán Sìtóng, 10 марта 1865 — 28 сентября 1898) — китайский философ, поэт, общественный и государственный деятель; активный участник и жертва «100 дней реформ» императора Гуансюя.
Сын генерал-губернатора провинции Хубэй. Получил конфуцианское образование, однако не продвинулся дальше первой степени в системе имперских экзаменов. Интересовался западными науками.
В 1884 году, за время путешествия по Китаю, написал более 200 стихотворений. После поражения Китая в войне с Японией (1895) познакомился с Лян Цичао и Вэн Тунхэ 翁同龢, императорским наставником.
В 1896-7 работал над созданием книги Жэнь сюэ 《仁学》, выступил советником при губернаторе пров. Хунань, в 1898 стал членом императорского совета 軍機處. Заключил договор с Юань Шикаем о поддержке реформаторов.
Арестован 24 сентября 1898 года, казнён путем обезглавливания через 4 дня.

## Жэнь сюэ
«Учение о жэнь» (гуманности) (кит. 仁学) является ярким свидетельством интеллектуальной атмосферы Китая на рубеже XX в.
Трактат обращается к традиционной китайской концепции «гуманности», интерпретируя её в конфуцианских, буддийских и христианских терминах, с использованием западноевропейских понятий как эфир, разделение между телом и духом с одной стороны, и научных концепций — с другой.
При этом, среди 27 тезисов, определяющих жэнь, Тань выдвигает «четыре взаимопроникновения» 通, чётко характеризующих реформаторские устремления эпохи: между Китаем и Западом 中外通, между социальными слоями 上下通, между мужской и женской (социальной и приватной) сферами 男安內外通, а также между собственным восприятием и восприятием Другого 人我通.
Согласно трактату, жэнь является источником всех вещей, не поддающимся категоризации (仁一而已；凡對待之詞，皆當破之) — однако трактуется не как первоисточник в причинно-следственной цепи, а как некий первопринцип. Тань Сытун определяет его через уравнение в следующей цепочке понятий: юань 元 в даосизме, «универсальная любовь» в моизме, «океан истинной сущности» 性海 в буддизме, «святой дух» в христианстве и гравитация в физике и астрономии.
Название трактата стало источником псевдонима утописта-социалиста Лю Жэньхана.

## Перевод
- Избранные произведения прогрессивных китайских мыслителей нового времени. М., 1961.
- Тань Сы-тун. Учение о гуманности (Жэнь сюэ). Избранные главы // Вопросы философии. — 2012. — № 10. — С. 160—170.